# ロマンス!! (Romance)
ロマンチック・レビュー『ロマンス!! (Romance)』は作・演出が岡田敬二による宝塚歌劇団のレビュー作品。

## 概要
ロマンチック・レビューシリーズの第19作目の作品。
星組トップコンビの北翔海莉と妃海風のサヨナラ公演。
2016年8月26日から10月3日に宝塚大劇場、同年10月21日から11月20日まで東京宝塚劇場にて上演。併演は『桜華に舞え』。

## 場面
序章
第一章　プロローグ
第二章　美しき人
第三章　初恋
第四章　ロックン・ロール・エイジ
間奏曲（1）
第五章　裸足の伯爵夫人のボレロ
間奏曲（2）
第六章　友情
第七章　ザ・ロケット
第八章　私の世界（イル・モンド）
第九章　フィナーレ
参考資料：宝塚大劇場公演のプログラム

## 出演
- 北翔海莉
- 妃海風

- 紅ゆずる
- 七海ひろき
- 礼真琴

他、宝塚歌劇団星組生徒。

## スタッフ
宝塚大劇場公演のデータ
- 作・演出：岡田敬二
- 作曲・編曲：吉崎憲治、甲斐正人、前田繁実、玉麻尚一
- 指揮：塩田明弘
- 振付：羽山紀代美、謝珠栄、室町あかね、御織ゆみ乃、若央りさ
- 装置：大橋泰弘
- 衣装：任田幾英
- 照明：勝柴次朗
- 音響：大坪正仁
- 小道具：市川ふみ
- 訳詞：平野恵子
- 歌唱指導：HANNA BUNYA
- 演出補：生田大和
- 演出助手：指田珠子
- 装置補：稲生英介
- 衣装補：加藤真美
- 舞台進行：庄司哲久
- 舞台美術製作：株式会社宝塚舞台
- 演奏：宝塚歌劇オーケストラ
- 制作：西山晃浩
- 制作補：岡崎晃典
- 制作・著作：宝塚歌劇団

参考資料：宝塚大劇場公演のプログラム